# Léon Tolstoï
« Tolstoï » redirige ici. Pour les autres significations, voir Tolstoï (homonymie).
Pour les articles homonymes, voir Léon Tolstoï (homonymie).
Dans ce nom russe, Nikolaïevitch est le patronyme et Tolstoï est le nom de famille.
Œuvres principales
- Guerre et Paix (1867-1869)
- Anna Karénine (1877)
- La Mort d'Ivan Ilitch (1886)
- Résurrection (1899)

Léon Tolstoï, nom francisé de Lev Nikolaïevitch Tolstoï (en russe : Лев Никола́евич Толсто́й, [lʲef nʲɪkɐˈla(j)ɪvʲɪtɕ tɐlˈstoj] ; orthographe russe avant 1918 Левъ Николаевичъ Толстой), né le 28 août 1828 (9 septembre 1828 dans le calendrier grégorien) à Iasnaïa Poliana, et mort le 7 novembre 1910 (20 novembre 1910 dans le calendrier grégorien) à Astapovo, est un écrivain russe. Il est célèbre pour ses romans et ses nouvelles qui dépeignent la vie du peuple russe à l'époque des tsars, mais aussi pour ses essais, dans lesquels il condamne les pouvoirs civils et ecclésiastiques. Il est excommunié par l'Église orthodoxe russe ; après sa mort, ses manuscrits sont détruits par la censure tsariste. Il veut et entend mettre en lumière dans ses œuvres les grands enjeux de la Civilisation. Il laisse également des contes et des pièces de théâtre.
Guerre et Paix, qu'il met cinq ans à écrire, est considéré comme son œuvre majeure. Dans ce roman historique et réaliste, paru en 1869, il dépeint surtout les classes supérieures, du fait de sa propre origine, comme il le reconnaît dans sa postface, au moment de l'invasion de la Russie par les troupes de Napoléon en 1812. C'est une vaste fresque des complexités de la vie sociale et de la psychologie humaine. Il s'en dégage une réflexion profonde et originale sur l'histoire et sur la violence dans la vie humaine.
Tolstoï est un écrivain dont le talent est rapidement reconnu grâce aux récits autobiographiques de son enfance et de sa jeunesse, puis de sa vie de soldat à Sébastopol (Crimée). Il devient très célèbre, comme il le souhaitait, avec le roman Anna Karénine en 1877. Mais il n'est pas heureux, il est angoissé et nihiliste. Au terme d'une recherche intense pour répondre à ses interrogations existentielles et philosophiques, il s'enthousiasme pour la doctrine du Christ. Dès lors, et jusqu'à la fin de sa vie, il exprime son idéal de vérité, de bien, de justice et de paix dans des essais, parfois dans des fictions.
Anarchiste chrétien, il prône le travail manuel, la vie au contact de la nature, le rejet du matérialisme, l'abnégation personnelle et le détachement des engagements familiaux et sociaux. Il espère que la simple communication de la vérité d'une personne à une autre fera disparaître toutes les superstitions, les cruautés et les contradictions de la vie.
Parce qu'il est porté aux nues pour ses romans, sa pensée devient un point de cristallisation en Russie et en Europe. Il est admiré ou détesté pour sa critique des Églises nationales et du militarisme. Vers la fin de sa vie, il a une brève correspondance avec Gandhi, homme politique et religieux indien, qui s'inspire de sa « non-résistance au mal par la violence » pour élaborer sa doctrine de « non-violence ». Vers la fin du XIXe siècle, des courants idéologiques (libertaires, anticapitalistes, etc.) se réclament de l'héritage de Tolstoï. Ils reprennent sa critique des Églises, du patriotisme et des injustices économiques. Si sa réflexion religieuse est toujours restée en marge, son génie littéraire est universellement reconnu.

## Biographie

### Enfance et jeunesse

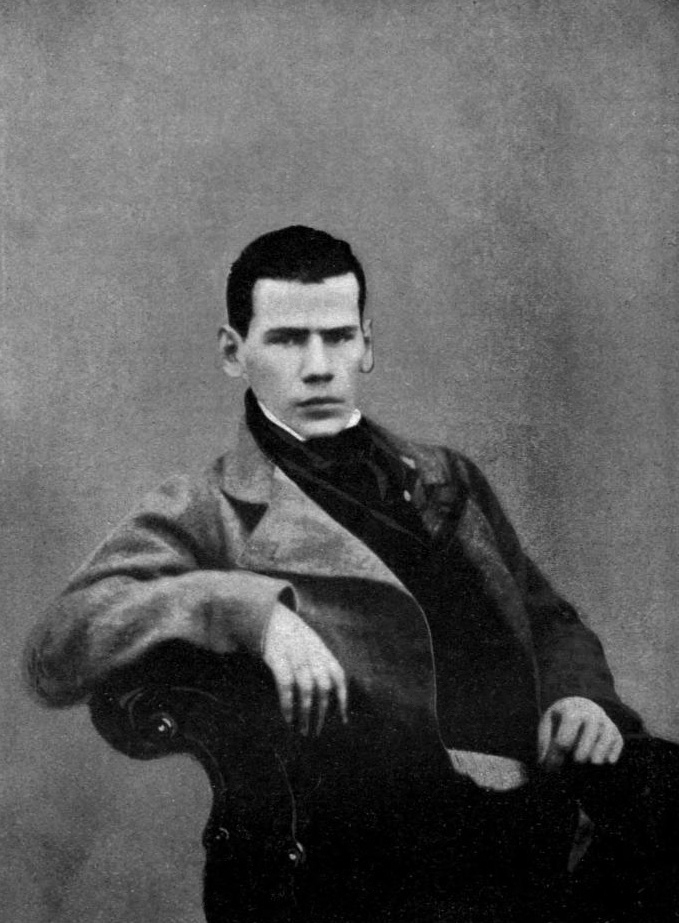
Tolstoï à 20 ans (1848)

Né le 28 août 1828 du calendrier julien (9 septembre 1828 du calendrier grégorien) à Iasnaïa Poliana, Léon Tolstoï est le fils du comte Nicolas Ilitch Tolstoï, un jeune homme désargenté, ancien combattant de la campagne de Russie et de la comtesse Marie Nikolaïevna Volkonskaïa, elle-même fille du feld-maréchal Nicolas Volkonsky. La comtesse était âgée de trente-deux ans à la date de son mariage, ce qui était tardif à l'époque. De cette union naquirent quatre fils, Serge, Nicolas, Dimitri, Léon et une fille, Marie. Peu de temps après la naissance de Marie, en août 1830, alors que Léon n'avait que dix-huit mois, la comtesse mourut d'une fièvre puerpérale.
Sa famille appartenait à la grande aristocratie russe, comptant de nombreux personnages importants, en politique autant qu'en littérature, en Russie moderne et bien avant, réclamant parmi ses aïeux, par exemple, Mamaï Khan (1335-1380), le puissant commandant mongol qui guida, pendant plusieurs années, la Horde d'or dans des expéditions dévastatrices touchant la Russie et l'Ukraine actuelles.
Jusqu'à huit ans et demi, Léon ne connut que la campagne à Iasnaïa Poliana, la famille et les petits paysans. Il apprend l'arithmétique, ainsi que, partiellement, le français, l'allemand et le russe. Puis la ville attire la fratrie, pour qu'elle y reçoive une éducation de qualité. À cette époque, Léon fut surnommé « Liova riova », ce qui signifie Léon le pleurnicheur, du fait de sa grande sensibilité, notamment lors de son départ de Iasnaïa Poliana avec sa famille pour Moscou. Pourtant, avant même d'avoir pu s'habituer à cette nouvelle vie, la famille doit affronter un nouveau malheur : le 21 juin 1837, le père meurt soudainement en pleine rue. L'année suivante, leur grand-mère connaît le même destin. Consécutivement au décès d'Alexandra Ilinitchna Osten-Sacken, une tante qui fut nommée tutrice, sa sœur Pélagie Ilinitchna Youchkov la remplaça dans ce rôle. Cette dernière habitant Kazan, au bord de la Volga, la famille Tolstoï s'y installa.
En 1844, Léon, âgé de seize ans, s'inscrit à la faculté des langues orientales dépendant de l'université de Kazan en pensant devenir diplomate. Il demeure avec ses frères à la maison Kisseliov de l'actuelle rue Tolstoï. Très vite, les études l'ennuient, et après avoir ajourné ses examens, il se tourne vers la faculté de droit, où il n'obtient guère de succès. Il constata très tôt que l'enseignement reçu ne l'intéressait pas, seules ses lectures personnelles, nombreuses et variées (histoire, traités philosophiques), éveillaient en lui une ambition insatisfaite.
Il tint rapidement un journal personnel, ainsi qu'un recueil de règles de conduite qu'il nourrissait quotidiennement, et auquel il faisait référence tout aussi fréquemment. Ses sentiments et ses frustrations l'emportèrent dans ce désir de perfection plus que de droiture. Sa beauté même venait à le chagriner, alors qu'il se désolait d'un physique ingrat. Il écrivit à ce propos :

« Je suis laid, gauche, malpropre et sans vernis mondain. Je suis irritable, désagréable pour les autres, prétentieux, intolérant et timide comme un enfant. Je suis ignorant. Ce que je sais, je l'ai appris par-ci, par-là, sans suite et encore si peu ! […] Mais il y a une chose que j'aime plus que le bien : c'est la gloire. Je suis si ambitieux que s'il me fallait choisir entre la gloire et la vertu, je crois bien que je choisirais la première. »

— Journal, 7 juillet 1854
Cette ambition ne s'exprima pas immédiatement, et lorsqu'il quitta l'université en 1847, à dix-neuf ans, il pensait trouver sa raison d'être dans les travaux des champs et la bienfaisance : propriétaire terrien boyard, il raconte qu'il lui arrive de fouetter ses serfs, ce qu'il regrette. Pourtant, il se détourna vite de ceux-ci, préférant une vie décousue de Toula à Moscou, rythmée par le jeu (de cartes surtout) et l'alcool.

### L'écrivain soldat (1851-1855)

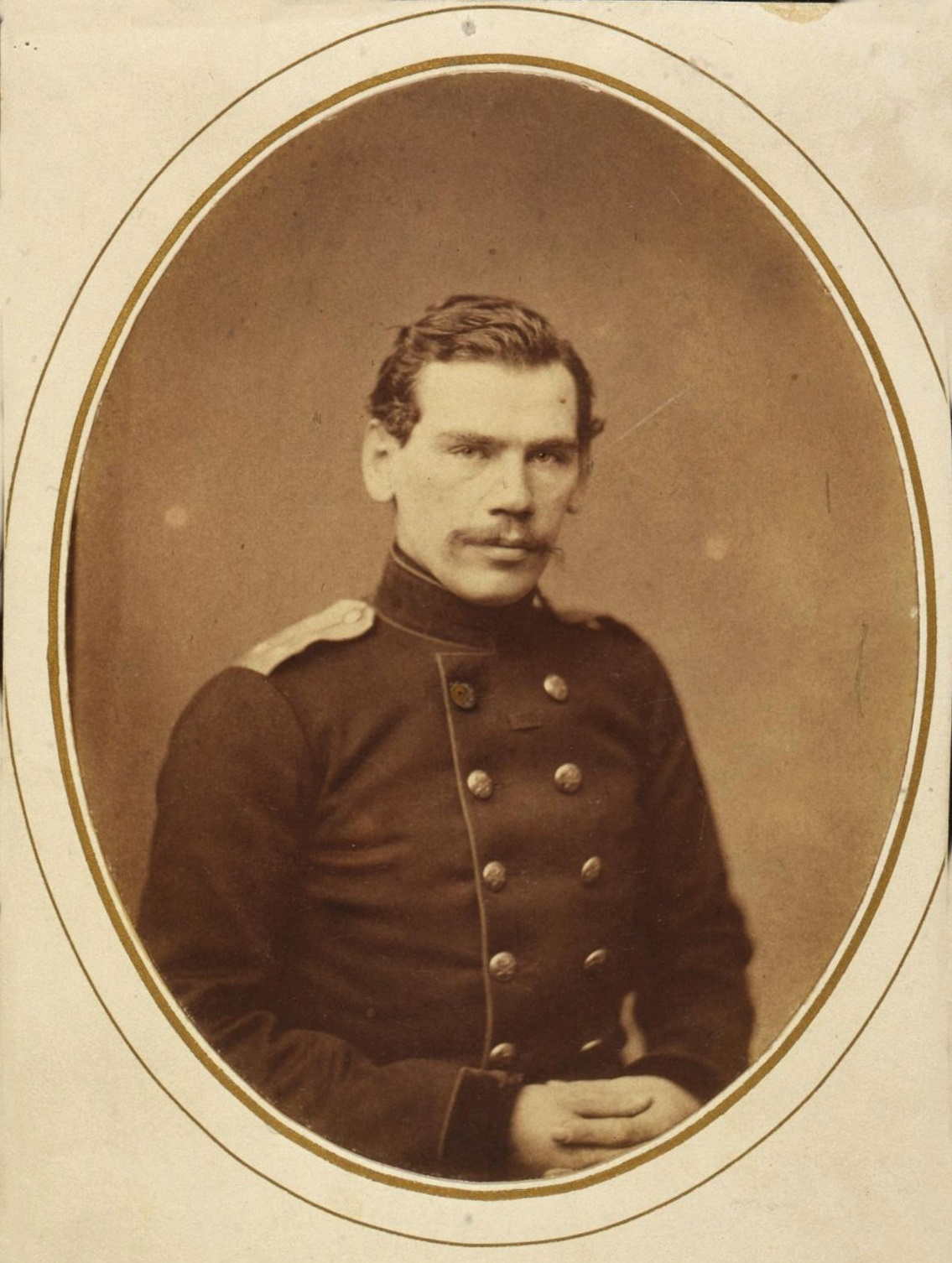
Tolstoï en uniforme militaire en 1856 (photographie de Sergueï Lvovitch Levitski)

Ses liens avec son frère aîné Nicolas, qui avait intégré l'armée, l'emmenèrent au combat dans le Caucase, face aux montagnards dirigés par le chef rebelle Chamil. Il y vécut l'aventure et la gloire qu'espéraient tant de jeunes gens de son âge. Il relata plus tard son expérience dans Les Cosaques. Mais dans l'immédiat, ses souvenirs d'enfance le préoccupaient davantage. Il en fit un récit, Enfance, qu'il envoya au directeur de la revue Le Contemporain, Nikolaï Nekrassov, qui lui répondit favorablement le 29 août 1852. Le roman connaît un franc succès. Très vite, il entreprend la suite : Adolescence, publié en 1854, puis Jeunesse en 1855.
Le succès aurait pu le convaincre que son destin fût celui d'écrivain. Pourtant, cette idée lui paraît d'autant plus absurde que son attirance pour l'action l'empêche de se penser comme simple homme de plume. La Russie venant de déclarer la guerre à la Turquie, Léon laisse ses amis cosaques et rejoint son régiment en Bessarabie. Il est envoyé en Crimée, où il connaît le danger, qui l'exalte et le scandalise à la fois. La mort révolte l'homme pressé. Cette impatience est soulagée par la chute de Sébastopol, qui le dégoûte définitivement du métier militaire. Il en composa trois récits, Sébastopol en décembre 1854, Sébastopol en mai 1855, Sébastopol en août 1855, qui émeuvent l'impératrice, et sont traduits en français à la demande d'Alexandre II. Il est décoré de l'Ordre de Sainte-Anne pour sa bravoure pendant le siège.
En novembre 1855, Léon Tolstoï fut envoyé comme courrier à Saint-Pétersbourg. Ivan Tourguéniev le reçut, l'hébergea, et Léon Tolstoï put fréquenter grâce à lui les cercles des écrivains cotés de l'époque. Mais, il s'en détourna rapidement, son humeur le rendant irritable à chaque échange. Il retourna à Iasnaïa Poliana pour vivre plus paisiblement, tout en formulant le souhait de fonder un foyer, qu'il percevait comme nécessaire à son équilibre physique et moral. La mort de son frère Dimitri, de tuberculose, l'en convainquit.

### L'errance (1856-1861)

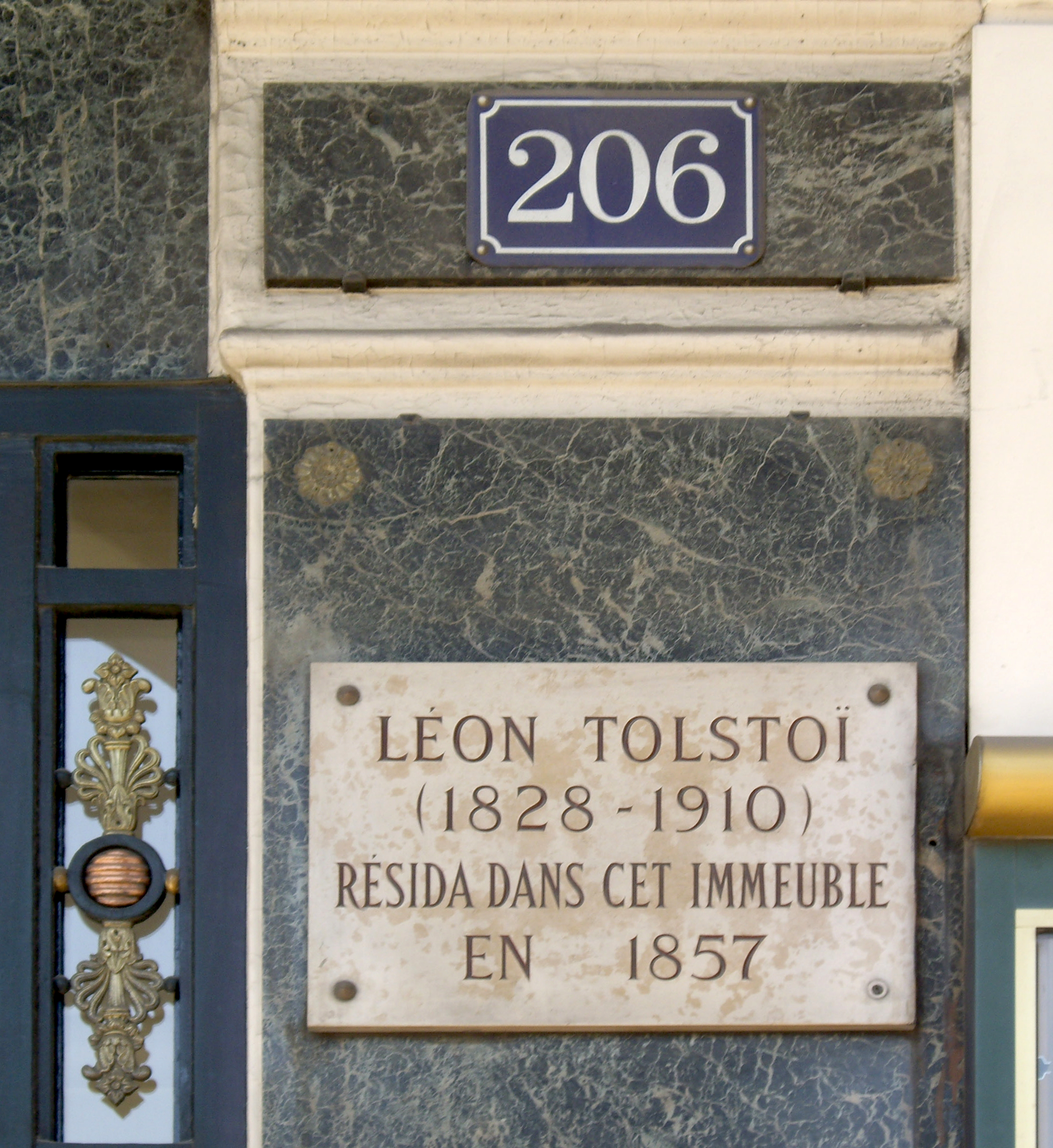
Plaque commémorative no 206 rue de Rivoli (1er arrondissement de Paris), où il vit en 1857.

Son profond désir de solitude, son horreur de la sexualité débridée et malgré tout sa ferme volonté de fonder un foyer, firent de Tolstoï un homme aux sentiments amoureux complexes, mêlant amour impossible et amour foudroyant. Amour impossible d'abord, puisque l'homme ne parvint pas aisément à trouver cette stabilité tant vénérée ; foudroyant ensuite lorsqu'il fut marié avec Sophie Behrs.
Il rencontra à Paris, où il arriva en février 1857, Ivan Tourguéniev, qui lui fit connaître les arts et la culture française qui l'amusaient et l'agaçaient. Il décida de partir pour la Suisse, où il fit la connaissance de sa tante au second degré, Alexandrine Tolstoï, dont il admirait l'intelligence, avant de revenir en Russie puis de repartir, le 25 juin 1860, pour l'Allemagne, où il effectua des travaux d'inspection des écoles, des études de méthodes pédagogiques. Son frère Nicolas, souffrant de la tuberculose, mourut le 20 septembre de cette même année. Léon Tolstoï continua malgré tout ses pérégrinations, parcourant l'Europe, de Marseille à Rome, de Paris à Londres, où il rendit visite à Alexandre Herzen, ainsi qu'à Bruxelles, où il rencontra Proudhon.

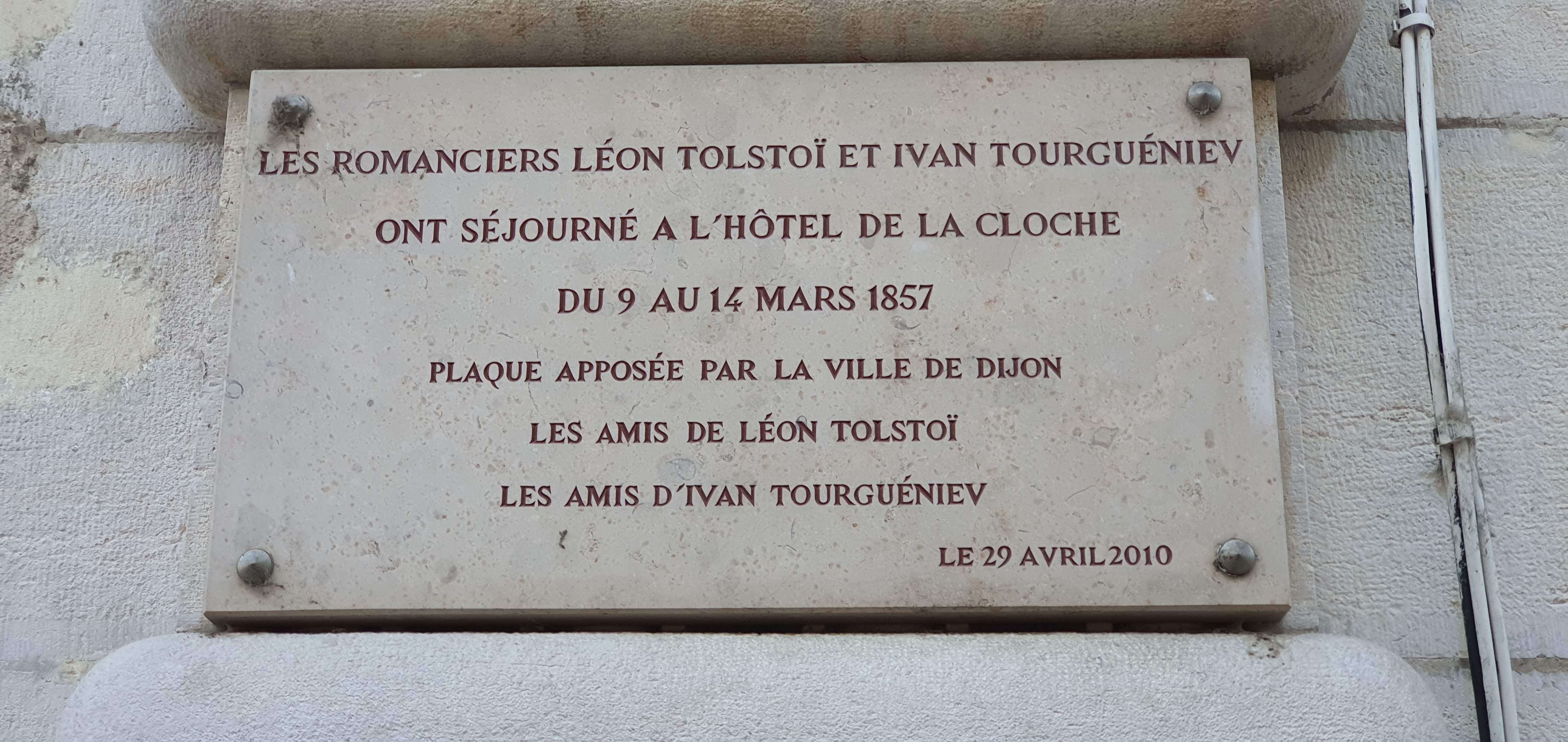
Plaque commémorative à Dijon.

Aussi au cours de son errance, il séjournera, en mars 1857, avec son ami Tourguéniev à l'hôtel de la Cloche à Dijon.
L'abolition du servage, ordonnée par Alexandre II le 19 février 1861, enchanta Tolstoï – tout en lui faisant craindre que cet événement ne débouchât sur une révolte populaire. Il exerça alors la fonction d'arbitre de paix, chargé de régler les contentieux entre les propriétaires fonciers et les serfs dans le district de Krapivna. L'oisiveté sentimentale de Léon fut abrégée par sa rencontre avec Sophie Behrs, fille d'André Estafiévitch Behrs, un médecin attaché à l'administration du palais impérial de Moscou de lointaine ascendance allemande. Et Tolstoï écrivit à propos de cet événement :

« Moi, vieil imbécile édenté, je suis tombé amoureux. »

— à sa tante, le 7 septembre 1862

### Le mari, le père

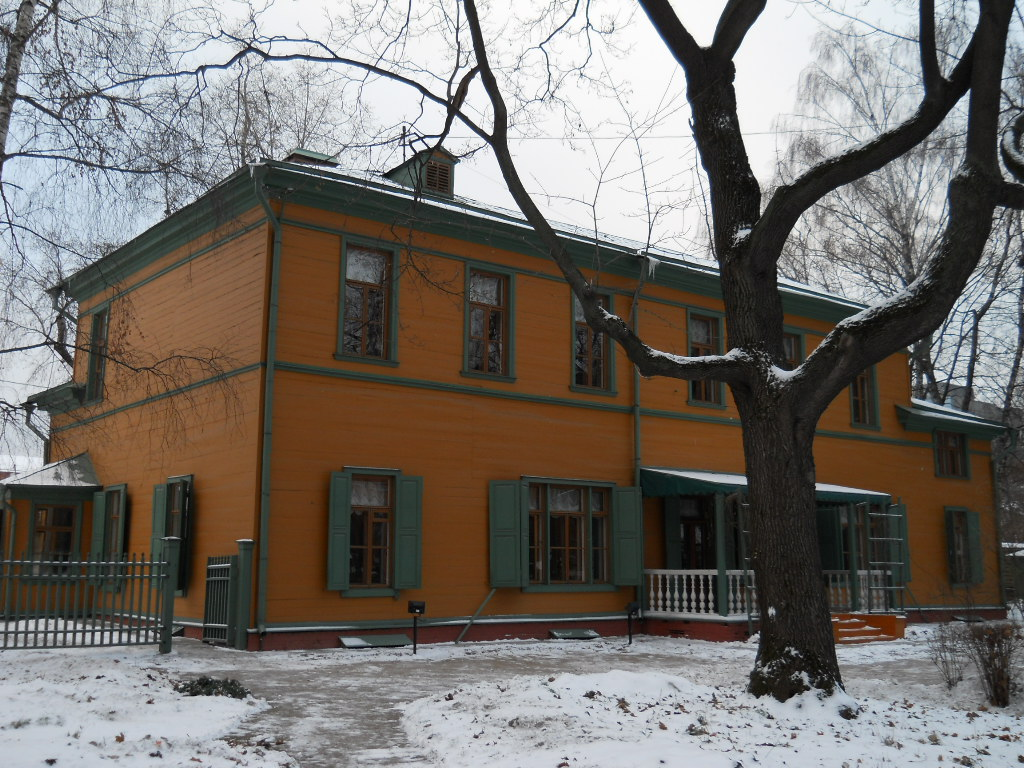
Maison de Tolstoï à Moscou, où la famille vivait jusqu'en mai - aujourd'hui un musée.

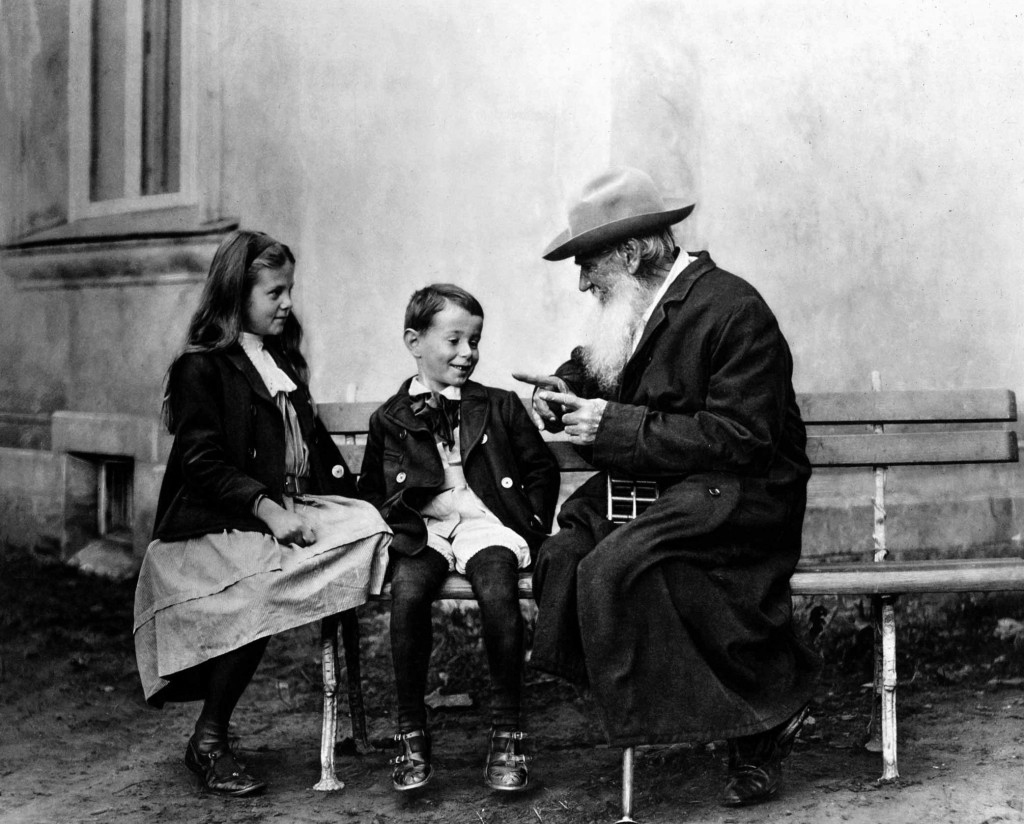
Tolstoï avec ses petits-enfants, Sophie et Ilia Tolstoï.

Son mariage avec Sophie Behrs, de seize ans sa cadette, fut d'autant plus improbable que l'attachement que Léon vouait à la solitude, sa forte personnalité, son passé tumultueux, faisaient de cet engagement amoureux une folie. À l'instar du Pozdnychev de sa Sonate à Kreutzer, Léon fit lire à Sophie avant leur mariage le Journal dans lequel il détaillait ses pires défauts. Cela ne découragea pas la jeune femme et, le 23 septembre 1862, les fiancés se marièrent à l'église de la Nativité de la Vierge. 
Installé à Iasnaïa Poliana, le couple connut une relation très ambivalente, succession de jours heureux, quiétude que Léon assure n'avoir pas vécue jusqu'alors, puis de déchirements,. Ce calme initial, bien qu'il ait souvent fait souffrir Sophie, citadine de cœur, a permis à Tolstoï d'atteindre la sérénité de l'écrivain. Il publia alors Les Cosaques (1863), puis commença d'écrire Guerre et Paix intitulé d'abord l'Année 1805. Après s'être rendu sur le champ de bataille de Borodino, et s'être documenté à Moscou, il revint à Iasnaïa Poliana pour continuer d'écrire, avec une rigueur étonnante. Reprenant plusieurs fois des passages entiers de Guerre et Paix, il parvint à achever d'écrire le sixième et dernier volume de l'ouvrage en 1869.
La même année, il vit naître son troisième fils, baptisé comme lui Léon. Cette période de jouissance contraste bientôt avec la tourmente que l'écrivain vit à la suite d'une prise de conscience soudaine et puissante, celle de n'être qu'un mortel. Ce bouleversement moral se produit alors que Tolstoï est en voyage vers Penza, lors d'un arrêt dans une auberge de la ville d'Arzamas. Léon confia à ce sujet, dans son Journal :

« Brusquement, ma vie s'arrêta… Je n'avais plus de désirs. Je savais qu'il n'y avait rien à désirer. La vérité est que la vie est absurde. J'étais arrivé à l'abîme et je voyais que, devant moi, il n'y avait rien que la mort. Moi, homme bien portant et heureux, je sentais que je ne pouvais plus vivre »

— Journal, septembre 1869

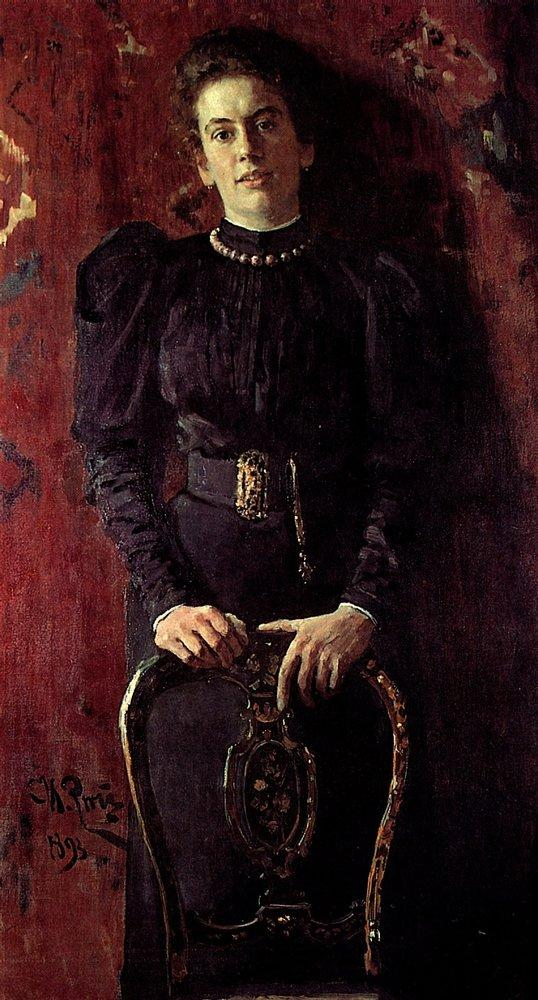
Tatiana Soukhotina-Tolstaïa
Ilia Répine, 1893Musée-Domaine de Léon Tolstoï Iasnaïa Poliana

C'est alors que Léon se plongea dans la lecture de philosophes, Schopenhauer en particulier, qu'il apprécia rapidement. Il fit, alors, de nombreux projets, entama la rédaction d'un syllabaire, rouvrit une école notamment. Cette effervescence cachait en réalité un profond vide causé par l'achèvement de son œuvre Guerre et Paix. Le talent de Tolstoï fut bientôt concentré sur un dessein, celui de rédiger un « roman sur la vie contemporaine et dont le sujet serait une femme infidèle ». Le projet de rédaction d'Anna Karénine naquit après que Léon eut parcouru les Récits de feu Ivan Pétrovitch Belkine de Pouchkine, en mars 1873, que son fils Serge lisait alors.
La rédaction d'Anna Karénine se fit pourtant lentement, interrompue par de nombreux drames de famille. En novembre 1873, le dernier-né des Tolstoï, Pierre, mourut à l'âge de dix-huit mois, emporté par le croup (diphtérie). L'année suivante, Nicolas, le cinquième fils, ne vécut guère plus d'un an, hydrocéphale de naissance. Sophie, malade, fit une fausse couche peu de temps après, puis deux tantes (Toinette et Pélagie Youchkov) moururent. Cette accumulation de tragédies retarda la parution du roman, mais ne l'empêcha pas, et l'entêtement de Léon eut raison de son scepticisme, voire de son dégoût pour l'œuvre qu'il venait de faire naître, qu'il jugea « exécrable ». La critique en fit autrement et l'accueillit favorablement. Comme après avoir achevé l'écriture du précédent roman, il connut une période trouble, où les considérations philosophiques qu'il avait mêlées aux évènements romanesques dans Anna Karénine avaient accouché d'une pensée éthico-religieuse.

### La recherche d'une vie simple et spirituelle

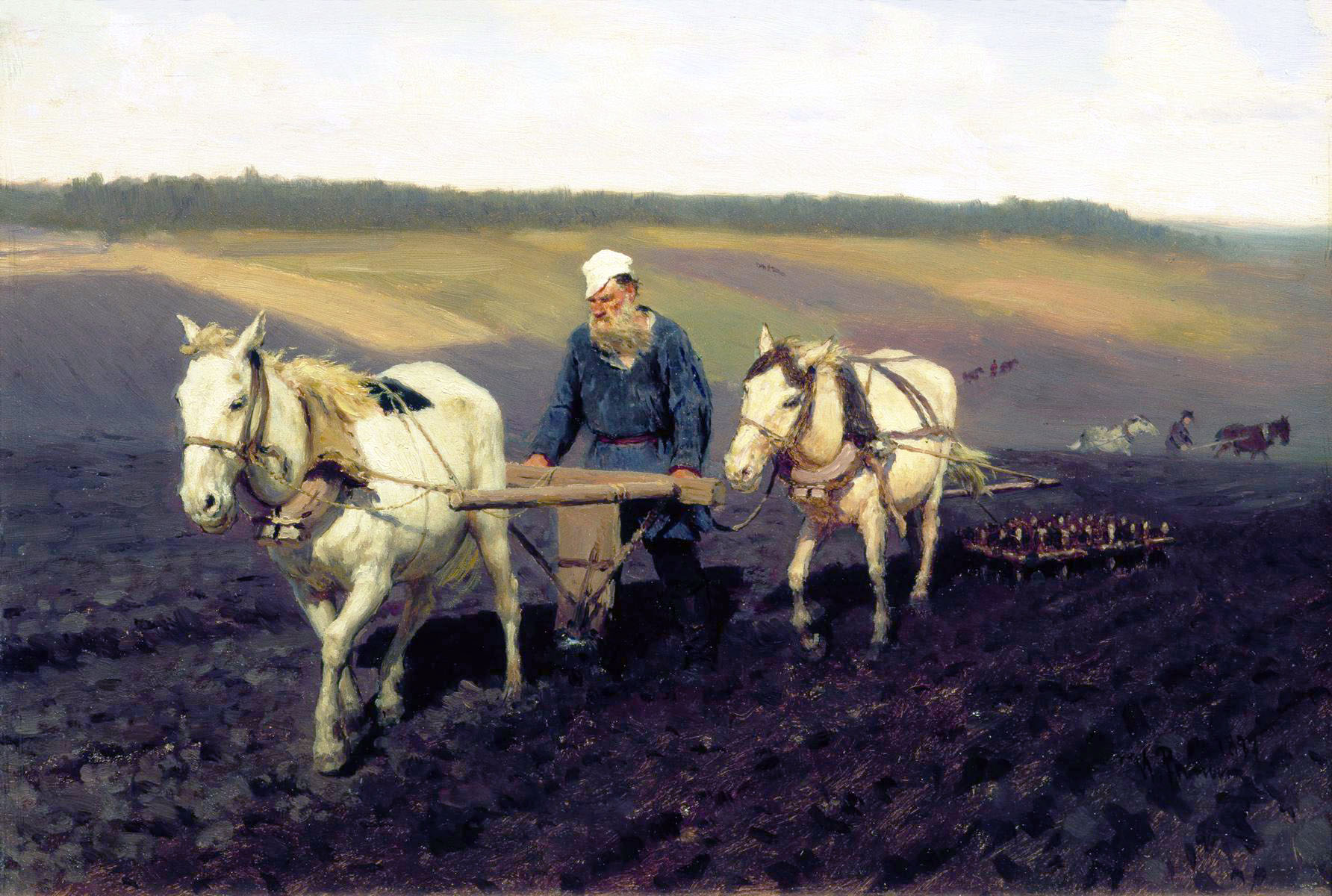
Laboureur. Léon Tolstoï labourant
Ilia Repine, 1887
Galerie Tretiakov, Moscou

Ses premières publications sont des romans d'inspiration autobiographique (Enfance, Adolescence et Jeunesse) (1852-1856). Ils rapportent comment un enfant, fils de riches propriétaires terriens, réalise lentement ce qui le sépare de ses camarades de jeu paysans. Plus tard, vers 1883, il rejette ces livres comme étant trop sentimentaux, une bonne partie de sa vie y étant révélée, et il décide de vivre comme un paysan en se débarrassant aussi de ses possessions matérielles héritées, pourtant nombreuses (ainsi que les honneurs, ayant acquis héréditairement le titre de comte). Avec le temps, il sera de plus en plus guidé par une existence simple et spirituelle.
Encore tout jeune, à la suite de la mort de son père, Tolstoï a été en proie à un sentiment d'absurdité de la vie et, de plus en plus lourdement, à celui de la fausseté de l'organisation sociale. À la fois sensible et porté à rationaliser, Tolstoï surmonta par l'introspection et l'étude, en menant une vie qu'il aimait simple, une grande crise morale : "Je suis passé du nihilisme à la foi", dit-il dans Quelle est ma foi? (1880-1883). Il tâcha par la suite de transmettre ses conceptions sur la religion, la morale et la société, avec une critique radicale de l'État et de l'Église, la dénonciation de l'oisiveté des riches et de la misère des pauvres, et une critique radicale de la guerre et de la violence. Il donna ainsi un sens plus élevé à la mobilisation qu'il avait vécue durant la guerre de Crimée (1853-1856) - qu'il avait relatée dans Récits de Sébastopol - et à son roman Guerre et Paix qui se passait avant qu'il vienne au monde, à l'époque des guerres napoléoniennes. Durant les vingt dernières années de sa vie, Tolstoï a vu la montée des mouvements socialistes, la Révolution de 1905, sorte de répétition générale de celle de 1917, et la montée des périls qui mènera, quelques années après sa mort, à la Grande Guerre et à la disparition de l’empire tsariste.
Pour Tolstoï l'art véritable n'est pas une recherche du plaisir purement esthétique, mais un moyen de communication des émotions et d'union entre les hommes ; aussi critique-t-il l'art pour l'art et les goûts bourgeois qui patronnent par vanité des arts inaccessibles et qui ne veulent rien dire au commun des mortels.

### Lectures philosophiques

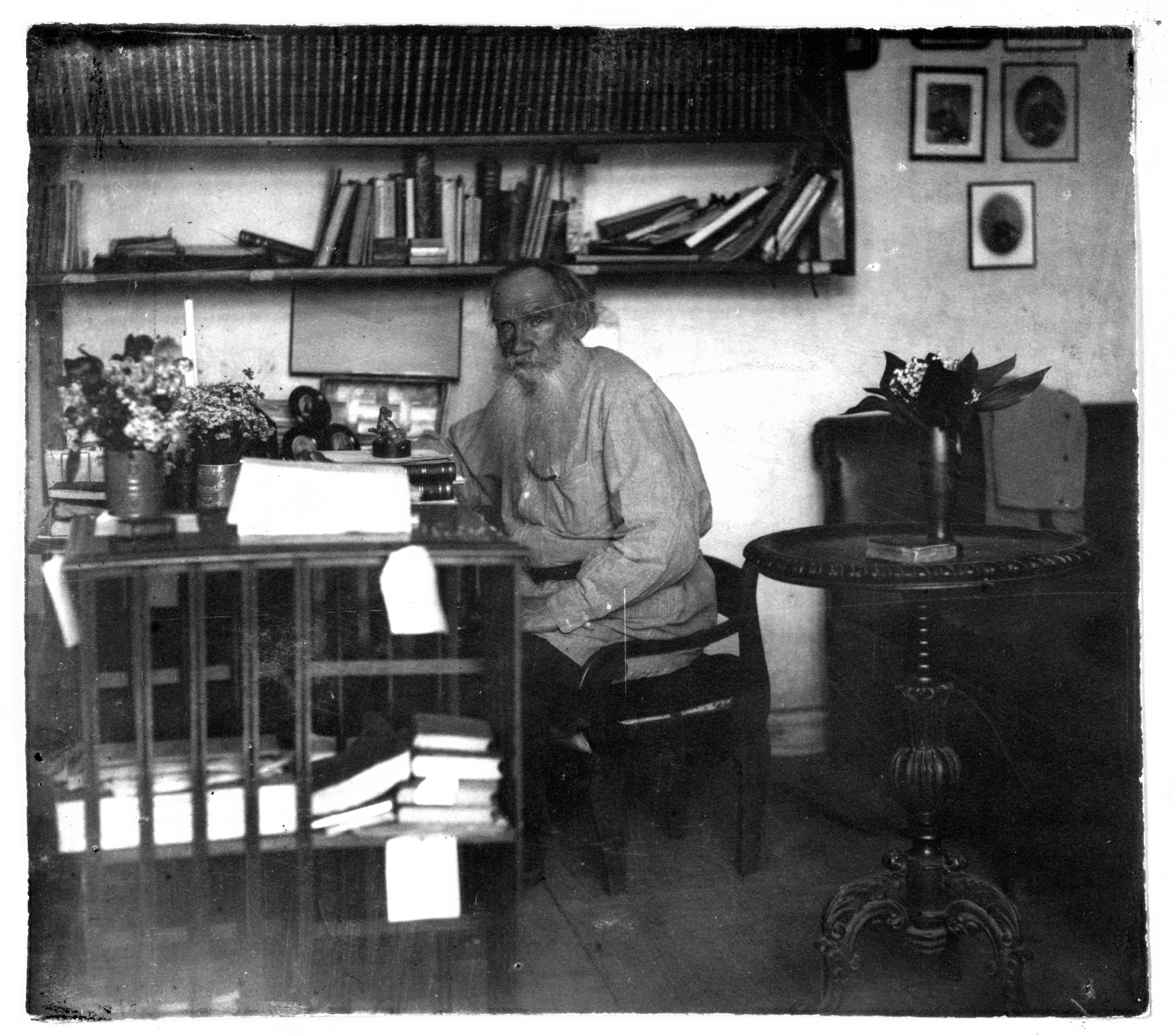
Tolstoï à son bureau en mai 1908.

Pendant qu'il termine Guerre et Paix, dans l'été de 1869, il découvre Schopenhauer et s'en enthousiasme : « Schopenhauer est le plus génial des hommes. ». Il pense même à le traduire en russe et à l'éditer. Mais le philosophe avec lequel il eut le plus d'affinités fut le Russe African Spir. En 1896 il lit Pensée et Réalité et en est très impressionné, comme il l'écrit dans une lettre à Hélène Claparède-Spir : « La lecture de Denken und Wirklichkeit a été une très grande joie pour moi. Je ne connais pas de philosophe aussi profond et en même temps aussi exact, je veux dire scientifique, n'acceptant que ce qui est indispensable et clair pour chacun. Je suis sûr que sa doctrine sera comprise et appréciée comme elle le mérite et que le sort de son œuvre sera semblable à celui de Schopenhauer, qui devint connu et admiré seulement après sa mort. ». À ce sujet, il note dans son Journal le 2 mai 1896 : 

« Encore un autre événement important, l’œuvre d'African Spir. Je viens de relire ce que j'ai écrit au début de ce journal. Au fond il ne s'agit de rien d'autre que d'une espèce de résumé de toute la philosophie de Spir, qu'à cette époque non seulement je n'avais pas lu, mais dont je n'avais même pas la plus pâle idée. »

 En 1879, Tolstoï se retourne vers le christianisme qu'il évoque dans Ma confession et Ma religion (ouvrage censuré au départ), mais il est très critique par rapport à l'Église orthodoxe russe : son christianisme reste empreint de rationalisme, la religion étant toujours chez lui un sujet de violents débats internes, ce qui l'amènera à concevoir un christianisme détaché du matérialisme et surtout non-violent. Sa critique des institutions oppressives et sources de violence inspirera le Mahatma Gandhi, ainsi que Romain Rolland. Leurs messages seront ensuite repris par Martin Luther King, Steve Biko, Nelson Mandela, Aung San Suu Kyi et bien d'autres. Gandhi lit Lettre à un Hindou de Tolstoï en 1908, où l'écrivain russe dénonce des actes de violence de nationalistes indiens en Afrique du Sud ; ceci amènera Gandhi et Tolstoï à correspondre jusqu'à la mort de Tolstoï. De même, Romain Rolland publiera peu après le décès de Tolstoï sa biographie : Vie de Tolstoï. De son côté, l'Église orthodoxe excommunia Tolstoï après la publication de son roman Résurrection.

### Dernières années
À la fin de sa vie, Tolstoï est régulièrement en proie à des dilemmes intérieurs qui le torturent. Ses relations avec son épouse sont également des plus difficiles, marquées notamment par des disputes familiales et par la décision de Tolstoï de déshériter ses enfants.
La nuit du 27 au 28 octobre 1910, après avoir laissé une lettre destinée à son épouse annonçant qu'il la quitte, il fuit sa famille dans le plus grand secret avec son médecin personnel, le docteur Dushan Makovitsky, et se met en route vers le monastère d'Optina, l'un des plus réputés de Russie. Il souhaite y rencontrer les moines expérimentés qui y vivent pour calmer ses angoisses, mais arrivé à la porte du monastère, il hésite et finit par rebrousser chemin avant d'avoir rencontré qui que ce soit.
Le 31 octobre, alors qu'il est de passage à la gare d'Astapovo, il contracte une pneumonie et doit être alité. Agonisant, il refuse la visite de son épouse,. En outre, des gens de l'entourage de Tolstoï présents à son chevet empêchent le père Varsonofy d'entrer. Ce dernier, moine du monastère d'Optina, était venu spécialement tenter de parler à l'écrivain, après avoir entendu parler de la dégradation de son état de santé[réf. nécessaire].
Tolstoï meurt le 7 novembre 1910 (20 novembre dans le calendrier grégorien).

## La pensée de Tolstoï

### Le sens de la vie
Pour parvenir à la connaissance de soi et de sa relation à l'univers, l'homme n'a que la raison, dit Tolstoï. Cependant, « ni la philosophie, ni la science, » qui « étudient les phénomènes en raison pure » ne peuvent poser la base des rapports de l'homme et de l'univers. En fait, toutes les forces spirituelles d'une créature susceptible de souffrir, se réjouir, craindre et espérer font partie de ce rapport entre l'homme et le monde ; c'est donc par un sentiment de notre position personnelle dans le monde qu'on croit en Dieu. La foi est ainsi pour Tolstoï une « nécessité vitale » dans la vie d'un homme ; Pascal l'a démontrée de manière définitive, soutient-il en 1906. La foi n'est pas une question de volonté de croire.
C'est la religion qui définit « notre rapport au monde et à son origine, - qu'on appelle Dieu » ; et la morale est la « règle constante, applicable à vie, qui découle de ce rapport. ». Il est donc « essentiel d'élucider et d'exprimer clairement les vérités religieuses ».

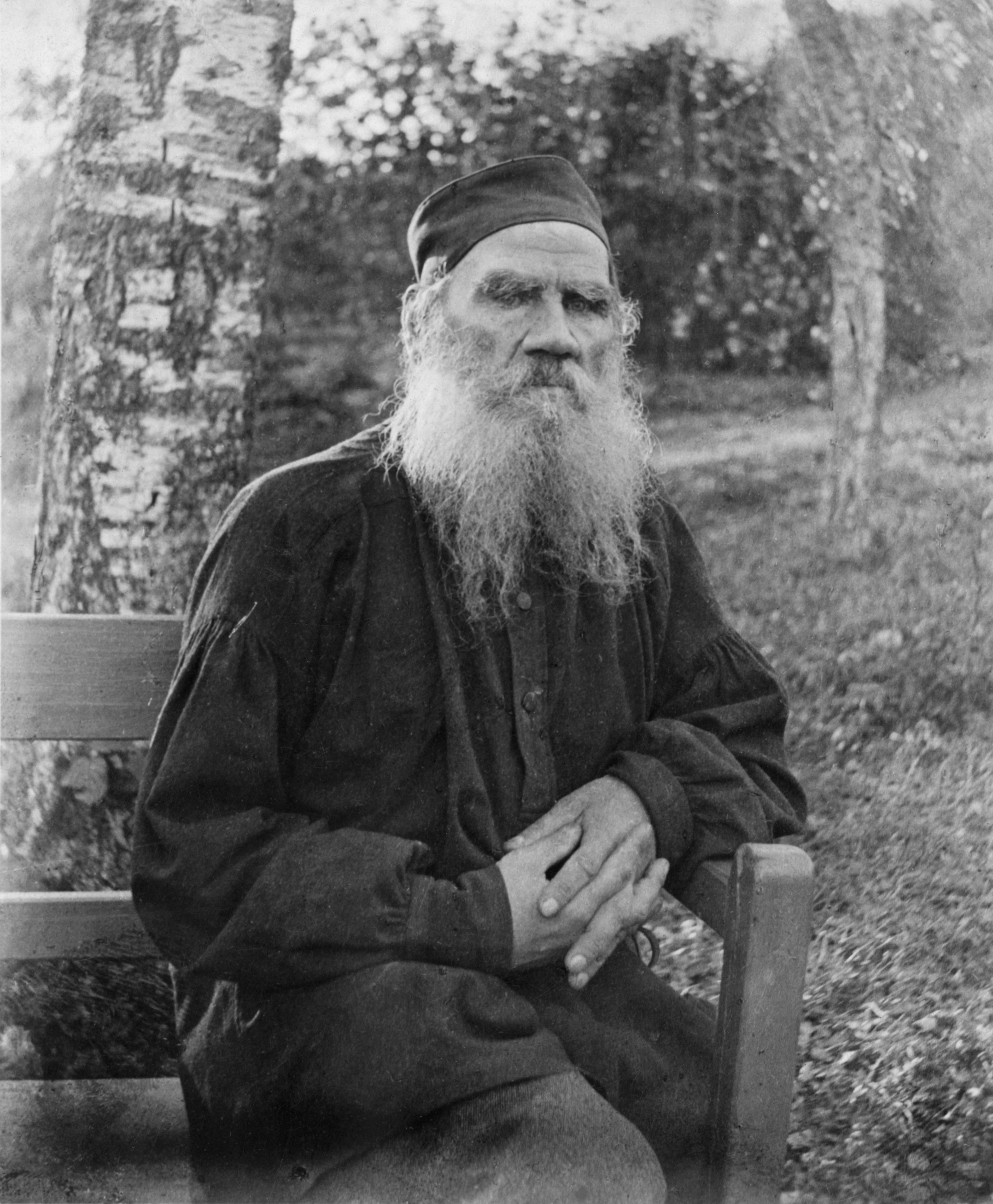
Léon Tolstoï en 1897

« L’humanité suit l’une ou l’autre de ces deux directions : A) elle se soumet aux lois de la conscience, ou B) elle les rejette et s’abandonne à ses instincts grossiers ». D'assigner comme but à la vie humaine le bonheur personnel n'a aucun sens, parce que, 1° « le bonheur pour les uns s’acquiert toujours au détriment de celui des autres, » 2° « Si l’homme acquiert le bonheur terrestre, plus il le possédera, moins il sera satisfait, et plus il désirera, » et 3° « Plus l’homme vit, plus il est atteint inévitablement par la vieillesse, les maladies et enfin la mort qui détruit la possibilité de n’importe quel bonheur terrestre ». Cependant, « la vie est une aspiration vers un bien, un bien qui ne saurait être un mal, et [donc] une vie qui ne saurait être la mort » « Les matérialistes méprennent ce qui limite la vie avec la vie elle-même » ; « La vraie vie n'est pas la vie matérielle, mais la vie intérieure de notre esprit » ; la « vie visible » est une « aide nécessaire à notre croissance spirituelle » mais « seulement d'utilité temporaire ». Le suicide est irrationnel, déraisonnable, parce que dans la mort seule la forme de la vie change, et également immoral parce que le but de la vie n'est pas le contentement personnel « en fuyant les désagréments, » mais de se perfectionner en étant utile au monde, et vice versa.
Le « sens de la vie » est de « faire la volonté de Celui qui nous a envoyé dans ce monde, de qui nous sommes venus et à qui nous retournerons. Le mal consiste à agir contre cette volonté et le bien à l'accomplir » ; le sens de ma vie dépend de l'explication que je me fais de la volonté de Dieu avec le secours de ma raison.
Faire la volonté de Dieu procure le plus grand bonheur possible à un homme, et amène la vraie liberté. (Une conception de la liberté qu'on retrouve chez les catholiques et les cathares, pour qui la vraie liberté, est « non pas le libre arbitre, mais le pouvoir de connaître le mal et de lui résister »,) En remplaçant nos « désirs et leur gratification » par « le désir de faire la volonté de Dieu, de [se] donner à Lui dans [notre] état actuel, et dans tout état futur éventuel, on n'a plus « peur de la mort » ; « Et si [nos] désirs sont complètement transformés, alors il ne reste que la vie, et il n'y a pas de mort ». « C’est la seule conception qui définisse clairement l’activité de l’homme et le mette à l’abri du désespoir et des souffrances ».
Alors que faire ? « L'unique affaire de la vie humaine, c'est de comprendre les souffrances des individualités, les causes des erreurs et l'activité qu'il faut pour les diminuer. Et comment ? « Vivre dans la clarté de la lumière qui est en moi, et la placer devant les hommes ».

### Le «véritable» christianisme
On peut résumer toute l'introspection et l'étude systématique de la théologie qui ont mené Tolstoï à abandonner le nihilisme comme suit : la religion est « la révélation de Dieu aux hommes et un mode d'adoration de la divinité, » et non un « ensemble de superstitions – comme le croient les classes privilégiées qui, influencées par la science, pensent que l'homme est dirigé par ses instincts - ni un « arrangement conventionnel »

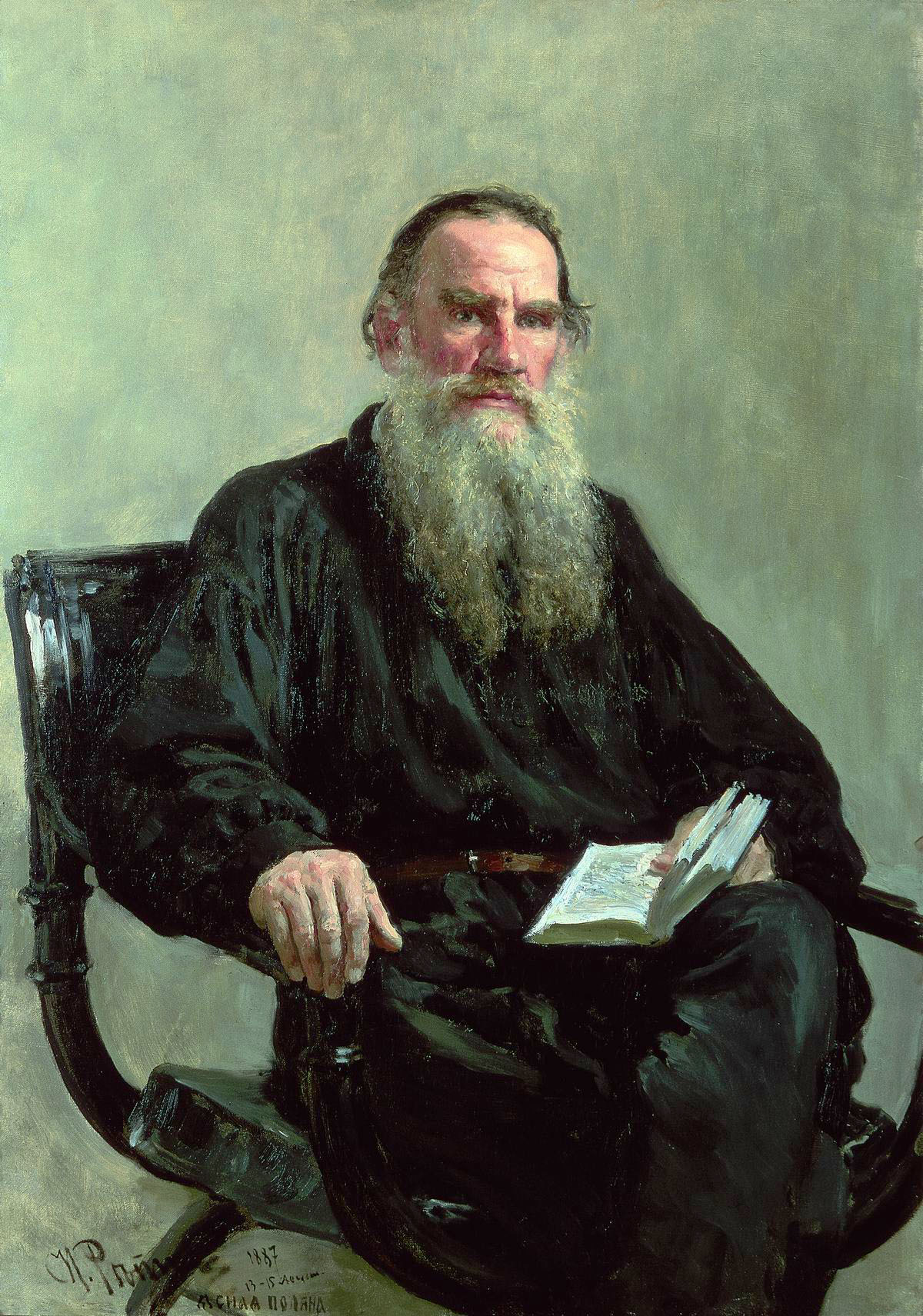
Portrait de Tolstoï par Ilia Répine (1887)

Tolstoï disait vouloir seulement montrer le véritable christianisme. Comme réformateur du christianisme, il dit : « Aucun homme n'a à découvrir de nouveau la loi de sa vie. Ceux qui ont vécu avant lui l'ont découverte et exprimée, et il n'a qu'à vérifier avec sa raison, et accepter ou refuser les propositions exprimées dans la tradition ». La raison nous vient de Dieu, contrairement aux traditions qui viennent des hommes et peuvent donc être fausses. La « loi n'est cachée qu'à ceux qui ne veulent pas la suivre » et qui, rejetant la raison, acceptent de confiance les affirmations de ceux y ont aussi renoncé, et « vérifient la vérité par la tradition »
Il raisonnait en cela exactement comme un auteur qu'il cite dans Le Royaume de Dieu est en vous, Petr Chelčický, qui a vécu à l'aube de la Réforme de Jean Huss : « Les hommes reconnaissent la foi avec difficulté parce qu’elle a été souillée par les ignominies commises en son nom » ; « il faut alors garder le jugement des anciens sages [et] se servir du bon raisonnement » ; « on ne peut pas dire "Je ne sais pas ce qu’Il pense" car si on ne pouvait le connaître, personne n’aurait jamais pu croire. Il y en a plusieurs qui ont été les disciples de la foi donnée par Jésus-Christ. Sa volonté est qu’on croie à Sa loi ; la foi est nécessaire pour [observer ses commandements] ; on ne peut leur être fidèle sans croire d’abord à Dieu et à ses Paroles - ils guident et instruisent ».
À l'époque contemporaine, ce même principe de prééminence accordé à la vérité avait également été exprimé par l'abolitionniste William Lloyd Garrison - "La vérité pour autorité, et non l'autorité pour vérité". - que Tolstoï admirait, et dont la lutte avait largement consisté à dénoncer et démentir des ecclésiastiques et des politiciens qui donnaient leur accord moral, même par leur silence, à l'esclavage.
La même approche a mené Tolstoï et Chelciky à des compréhensions similaires du christianisme : « en morale, Chelcicky présageait beaucoup l’enseignement de Tolstoï : il interprétait le Sermon sur la montagne littéralement, dénonçait la guerre et les serments, s’opposait à l’union de l’Église et l’État, et disait que le devoir de tous les vrais chrétiens était de se dissocier de l’Église nationale et de retourner au simple enseignement de Jésus et Ses apôtres » De fait, pour Tolstoï, « l'essence de l'enseignement du Christ est simplement ce qui est compréhensible par tout le monde dans les Évangiles »
Toutes les sectes que Tolstoï cite pour avoir admis le « vrai » christianisme ont interprété à la lettre le Sermon sur la montagne : vaudois, cathares, mennonites, frères moraves, shakers, quakers, doukhobors et moloques et en réalité, tous les principes que Tolstoï met de l'avant, en parsemant ses écrits de citations des Évangiles, découlent directement de cette attitude. Les traducteurs de l'Évangile comme Martin Luther et John Wycliff ont joué un rôle important dans la vie de l'humanité, puisqu'il suffisait de « s'affranchir des perversions apportées par l'Église à la vraie doctrine du Christ ».
Il est excommunié le 25 février 1901 ayant voulu changer l'Eucharistie également. Sa tombe ne porte aucune croix, Tolstoï est enterré sans cérémonie religieuse (orthodoxe) mais fidèle à son serment des Frères fourmis.

### La «vraie» Église
Tolstoï a annoncé sa critique de l'Église dans Ma Confession, qui constituait la préface de sa Critique de la théologie dogmatique : « Le mensonge comme la vérité était transmis par ce qu'on appelle l'Église ; Les deux étaient contenus dans la tradition, dans ce que l'on appelle l'histoire sainte et les Écritures ; il me revenait de trouver la vérité et le mensonge et de les séparer l'un de l'autre ». Si la foi d'un charbonnier inclut la croyance à la sainte Vierge ça peut lui convenir, mais cela n'est plus possible, par exemple, pour une dame cultivée qui sait que « l'humanité est issue, non d'Adam et Ève, mais du développement de la vie animale ; » car « il faut pour croire vraiment que la foi embrasse tous les éléments de notre connaissance ».
Selon Tolstoï (comme pour Chelcicky), le christianisme a été corrompu par son association avec le pouvoir temporel à l'époque de l'empereur Constantin Ier. L'Église a alors inventé un pseudo-christianisme qui permettait aux ecclésiastiques d'obtenir des avantages matériels en contrepartie du soutien aux représentants des autorités civiles pour continuer leur ancienne vie. Or l'approbation par les autorités religieuses d'un État qui est basé sur la violence (guerre, peine capitale, condamnation judiciaire, châtiment, etc.) est une négation directe de l'enseignement du Christ, - de plus la doctrine chrétienne interdit le statut de « maître, » la rétribution pécuniaire pour professer l'enseignement du Christ et les serments.
Tolstoï a étendu la critique de l'Église catholique qui a pris naissance à l'époque de la Réforme du XVe siècle à toutes les Églises, les sectes et les religions, et jusqu'à son époque : toute Église - qu'elle soit orthodoxe, grecque, catholique, protestante ou luthérienne - qui se veut seule dépositaire de la vérité, avec ses conciles et ses dogmes, et son absence de tolérance qui se manifeste par la définition d'hérésies et les excommunications, montre qu'elle n'est en réalité qu'une institution civile ; et il en est de même « des milliers de sectes ennemies les unes des autres, » et « toutes les autres religions ont eu la même histoire. » Les luttes entre les Églises pour prédominer sont absurdes et témoignent seulement de la fausseté qui a été introduite dans la religion. Car la doctrine chrétienne interdit de se quereller. En fait, « seul le christianisme qui n'est pas gêné par aucune institution civile, indépendant, le vrai, peut-être tolérant ».
Dans l'histoire, ce pseudo-christianisme a pris naissance avec le concile de Nicée, quand des hommes réunis en assemblée ont déclaré que la vérité était ce qu'ils décidaient d'appeler vérité ; et « la racine du mal était la haine et la méchanceté, contre Arius et les autres ». Cette « supercherie » a mené à l'Inquisition et aux bûchers de Jean Huss et Savonarole Il y avait eu un précédent dans les Écritures, où dans un récit superstitieux d'une réunion des disciples le caractère indiscutable de ce qu'ils ont dit a été attribuée à une « langue de feu ». Mais la doctrine chrétienne ne tient pas sa véracité de l'autorité des ecclésiastiques, ni d'un miracle quelconque, ni d'un objet qu'on dit sacré comme la Bible.
« L'homme n'a qu'à commencer, et il verra si la doctrine vient de moi, » répète Tolstoï. L'Église (« et il y en a plusieurs ») a ainsi renversé le rapport entre raison et religion, et elle rejette la raison par attachement à la tradition. Mais comme l'ont expliqué Ruskin, Rousseau, Emerson, Kant, Voltaire, Lamennais, Channing, Lessing et d'autres : « Ce sont les hommes œuvrant pour la vérité par des actes de charité, qui sont le corps de l'Église qui a toujours vécu et vivra éternellement » ; « Tout a été dit et il n'y a rien à ajouter » sur "l'avenir [d'une Église comme celle] du catholicisme".
« L'objet de toute la théologie est d'empêcher de comprendre, » par une déformation du sens et des mots des Écritures ; l'élaboration de dogmes et l'invention des sacrements (communion, confession, baptême, mariage, etc.) sert seulement « pour le bénéfice matériel de l'Église » ; les récits biblique de la création et du péché originel sont des mythes ; le dogme de la divinité du Christ une interprétation grossière de l'expression « Fils de Dieu » ; l'Immaculée Conception et l'Eucharistie des « délires » ; la Trinité, « 3=1,» une absurdité, et la Rédemption contredite par tous les faits qui montrent des hommes souffrants et méchants. Les dogmes sont difficiles ou impossibles à comprendre et leurs fruits sont mauvais (« envie, haine, exécutions, bannissements, meurtre des femmes et des enfants, bûcher et tortures »), tandis que la morale est claire pour tout le monde et ses fruits sont bons (« fournir de la nourriture… tout ce qui est joyeux, réconfortant, et qui nous sert de balise dans notre histoire »). Ainsi tout personne disant croire à la doctrine chrétienne doit choisir : « le Credo ou le Sermon sur la Montagne ».
« La vraie religion peut exister dans toutes les prétendues sectes et les hérésies, seulement elle ne peut certainement pas exister où elle est jointe à un État utilisant la violence ». Ainsi, on peut comprendre que Pascal « pouvait croire au catholicisme, préférant y croire que de ne croire à rien » ; et Thomas a Kempis, Augustin, Tikhon de Zadonsk, François d'Assise et François de Sales ont contribué à montrer la véritable doctrine du Christ ; mais « ils auraient été encore plus charitables et exemplaires s’ils ne s’étaient pas montrés obéissants à de fausses doctrines. »

### Tolstoï et l'espéranto
Espérantiste convaincu, Tolstoï a fait savoir dans une lettre du 27 avril 1894 à Vasilij Lvovič Kravcov et aux espérantistes de Voronež, qu'il était favorable à l'espéranto, langue internationale qu'il disait avoir apprise en deux heures.

« J'ai trouvé le volapük très compliqué et, au contraire, l'espéranto très simple. Ayant reçu, il y a six ans, une grammaire, un dictionnaire et des articles en espéranto, j'ai pu arriver facilement, au bout de deux petites heures, sinon à l'écrire, du moins à le lire couramment. […] Les sacrifices que fera tout homme de notre monde européen, en consacrant quelque temps à son étude, sont tellement petits, et les résultats qui peuvent en découler tellement immenses, qu'on ne peut se refuser à faire cet essai. »

En février 1895, Tolstoï publie un article intitulé « Raison et foi » dans la revue La Esperantisto, ce qui pousse l’Empire russe à censurer le journal en Russie.

### Tolstoï et le végétarisme
Ancien chasseur, Léon Tolstoï adopta un régime végétarien en 1885. Il préconisait le « pacifisme végétarien » et prônait le respect de la vie sous toutes ses formes même les plus insignifiantes. Il écrit qu'en tuant les animaux « l'homme réprime inutilement en lui-même la plus haute aptitude spirituelle — la sympathie et la pitié envers des créatures vivantes comme lui — et qu'en violant ainsi ses propres sentiments, il devient cruel ». Il considérait par conséquent que la consommation de chair animale est « absolument immorale, puisqu'elle implique un acte contraire à la morale : la mise à mort ».

### Tolstoï pédagogue
Tolstoï voulait libérer l’individu de l’esclavage physique mais aussi mental.
En 1856, il donne ses terres aux serfs, mais ceux-ci refusent en pensant qu’il va les escroquer. Il se posera donc sans cesse cette question : « Pourquoi, mais pourquoi donc, ne veulent-ils pas la liberté ? ».
C’était un pédagogue hors du commun. Il voyage et dit que partout, on fait à l’école l’apprentissage de la servitude. Les élèves récitent bêtement les leçons sans les comprendre. Mettre les enfants directement en contact avec la culture, c’est renoncer à cette programmation fastidieuse et stérile qui va du plus simple au plus compliqué. Ce qui intéresse les enfants, ce sont les sujets vivants et compliqués, où tout s’enchevêtre.
« Que faut-il enseigner aux enfants ? »
Tolstoï imagine une foison de lieux culturels, où les enfants apprendraient en fréquentant ces lieux.

### Tolstoï anarchiste mystique chrétien
Tolstoï s'est toujours réclamé de son héritage chrétien et a tardivement formalisé son anarchisme politique à travers l'expression d'une mystique de la liberté tout entière enracinée dans l'exemple christique. Le bien-fondé de l'autorité et de toute forme de pouvoir visant à la limitation de la liberté personnelle fut dénoncé par Tolstoï dans de nombreux articles à tonalité résolument anarchiste et motivés par une foi réfléchie dans l'injonction christique du service de l'autre. Le paradigme social dérivé de ladite règle d'or est célébré par Léon Tolstoï comme celui d'un monde voué à l'épanouissement de tous dans le respect réciproque et l'exaltation personnelle.
L'idée que seule l'obéissance à la loi morale doit gouverner l'humanité, exprimée avec toute la puissance de son art dans son œuvre « Le Royaume de Dieu est en vous » vaut à Tolstoï le qualificatif d'anarchiste qu'il n'a du reste jamais réfuté, faisant simplement remarquer que son anarchisme ne se rapportait qu'à des lois humaines que sa raison et sa conscience n'approuvaient pas.
Influencé par Proudhon et Kropotkine, Tolstoï, profondément attaché à l’Évangile, est convaincu que la conscience des humains est guidée par la lumière divine révélée en Jésus. À cause de sa rhétorique anti-ecclésiastique, il a été excommunié par l’Église orthodoxe.
Ses écrits présentant quelques similitudes avec le bouddhisme influenceront les anarchistes mystiques russes du début du XXe siècle, parmi lesquels Georges Tchoulkov, Vassili Nalimov (en) ou Alexis Solonovitch. La conjonction de ces deux dimensions, mystique et anarchiste, dans maints écrits de Tolstoï, feront forte impression sur le jeune Gandhi. Ce dernier entrera en contact avec Tolstoï, une correspondance s'ensuivra, et Gandhi se réclamera toute sa vie de la pensée de Tolstoï, dont il disait être un « disciple »[réf. souhaitée]. L'historien Henri Arvon donne Léon Tolstoï comme anarchiste ; Jean Maitron également.
« La question pour un chrétien n'est pas si un homme a le droit ou non de détruire l'état actuel des choses... comme la question est posée parfois intentionnellement et très souvent involontairement par les adversaires du christianisme » - mais comment dois-je agir par rapport à la violence qui se manifeste par les gouvernements dans les rapports sociaux, internationaux et économiques. À cette question Tolstoï donne comme réponse une règle de conduite chrétienne qui peut et doit également être considérée satisfaite pour tout homme raisonnable ; car il en appelle à leur conscience : « Si tu n'es pas capable de faire aux autres ce que tu voudrais qu'ils te fassent, au moins ne leur fais pas ce que tu ne voudrais pas qu'ils te fassent. » L'obligation de conscience, religieuse ou simplement humaine, de ne pas faire de serment, ne pas juger, ne pas condamner et ne pas tuer fait en sorte qu'un homme, croyant ou non, ne peut pas prendre part aux tribunaux, prisons, gouvernements et armées.
Tandis que les anarchistes considèrent que le gouvernement lui-même est un mal, Tolstoï écrit :
« Je suis un individualiste et en tant que tel je crois au libre jeu de la nature psychologique de l’homme. Pour cette raison, les anarchistes se réclament de moi. Même Brandes déclare que je suis en accord philosophique avec les idées du Prince Kropotkine.... Mon opposition au pouvoir administratif a été interprétée comme une opposition à tout gouvernement. Mais ce n’est pas vrai. Je m’oppose seulement à la violence et à l’opinion que la force fait le droit ».
On ne peut pas qualifier Tolstoï de penseur anarchiste ; car s'il y a des ressemblances, « ... les doctrines humanistes (qui) soutiennent n'avoir rien en commun avec le christianisme, - les doctrines socialistes, communistes et anarchistes - ne sont en fait rien d'autre que des expressions partielles de la conscience chrétienne », la divergence d'opinion est claire : « [les opprimés] ont cru [que] l’idée que les hommes pourraient vivre sans gouvernement ; ce serait la doctrine de l’anarchie, avec toutes les horreurs qui l’accompagnent ». Très concrètement, dans une lettre où Tolstoï explique le projet de Henry George à un paysan de Sibérie il lui donne une idée de la manière et du montant d'impôts qu'il aurait à payer pour les « besoins publics de l'État », - ce qui est absolument incompatible avec les idées anarchistes, Tolstoï pencherait plus vers le minarchisme
Kropotkine dit qu'il en est « venu à partager les idées exprimées par Tolstoï dans Guerre et Paix sur le « rôle joué par les masses inconnues dans les évènements historiques, » mais alors que le premier prônait l'anarchisme socialiste, avec une organisation socialiste de la production, et considérait que les conflits et guerres pouvaient survenir dans l'évolution de l'humanité « en dépit de la volonté des individus pris en particulier », le second qualifiait de superstition l'idée que les uns pouvaient organiser les vies futures des autres par le socialisme, jugeait les idées révolutionnaires irréalistes, et croyait ardemment à l'abolition de toute guerre par l'évolution de la conscience individuelle de chaque homme, l'enseignement du Christ répondant aux exigences de la raison et du sentiment naturel de l'amour.

### Tolstoï et le patriotisme
Sur la question de la patrie, les écrits suivants de Léon Tolstoï peuvent être cités : L'esprit chrétien et le patriotisme (1894), Le patriotisme et le gouvernement (1900), Carnet du soldat (1902), La guerre russo-japonaise (1904), Salut aux réfractaires (1909) et aussi le Conte d'Ivan l'Imbécile (1886)
Dans Le Patriotisme et le Gouvernement (1900), Tolstoï montre combien « le patriotisme est une idée arriérée, inopportune et nuisible… Le patriotisme comme sentiment est un sentiment mauvais et nuisible ; comme doctrine est une doctrine insensée, puisqu’il est clair que, si chaque peuple et chaque État se tiennent pour le meilleur des peuples et des États, ils se trouveront tous dans une erreur grossière et nuisible ». Puis il explique comment « cette idée vieillie, quoiqu’elle soit en contradiction flagrante avec tout l’ordre de choses qui a changé sous d’autres rapports, continue à influencer les hommes et à diriger leurs actes ». Seuls les Gouvernants, utilisant la sottise facilement hypnotisable des peuples, trouvent « avantageux d’entretenir cette idée qui n’a plus aucun sens et aucune utilité ». Ils y réussissent parce qu’ils possèdent « les moyens les plus puissants pour influencer les hommes » (soumission de la Presse et de l'Université, police et armée, argent).

## Œuvres

### Grands romans
- Guerre et Paix (1864-1869)
- Anna Karénine (1873-1877)
- Résurrection (1899)

### Longues nouvelles et romans courts
- Souvenirs (trilogie réunie en 1864) : Enfance (1852), Adolescence (1854) et Jeunesse (1855-1857)
- Le Bonheur conjugal ou Le Bonheur en famille, court roman (1859), aussi publié en français sous les titres Katia[75] et Mon mari et moi
- Les Cosaques, roman court (1863)
- Les Décembristes (en), suite de Guerre et Paix, projet abandonné après trois chapitres (1863 et 1878, fragments publiés en revue en 1884)
- La Mort d'Ivan Ilitch (1884-1886), longue nouvelle ou roman court
- La Sonate à Kreutzer (1887-1889), longue nouvelle ou court roman publié en 1891
- Le Diable (1889-1890), publication posthume en 1911
- Le Faux Coupon (autre traduction : Le Faux Billet), 1889-1904, publication posthume en 1911
- Hadji-Mourat (1896-1904), publication posthume en 1912 (partielle) et 1917

### Nouvelles, contes et récits
- Récits du Caucase ou Au Caucase, récits militaires :
  - L'Incursion, nouvelle (1853)
  - L'Abattage ou Une coupe en forêt (1855)
- Récits de Sébastopol, trois nouvelles (1855-1856) :
  - Sébastopol en décembre 1854 ;
  - Sébastopol en mai 1855 ;
  - Sébastopol en août 1855
- Le Récit du marqueur (1855)
- La Tourmente ou La Tempête de neige, conte (1856)
- Le Rétrogradé, nouvelle (1856)
- Deux hussards, conte (1856)
- La Matinée d’un seigneur (1856)
- Lucerne, conte (1857)
- Ainsi meurt l'amour, nouvelle (écrite vers 1853)
- Albert, conte (1857)
- Trois morts, récit (1859)
- Une idylle (1861-1862), publié en 1911
- Polikouchka, conte populaire (1861)
- Prisonnier du caucase, récit (1872)
- Jermak, conte (1872)
- Les Mémoires d'un fou ou Le Journal d'un fou (1884-1903, publié en 1912)
- Le Cheval, nouvelle aussi intitulée Kholstomier (1885)
- Ce qu'il faut de terre à l'homme, conte (1886) traduit aussi sous les titres Le Moujik Pakhôme, Pacôme le Moujik,  Combien faut-il de terrain à l'Homme ?, Qu'il faut peu de place sur Terre à l'Homme
- Le Grain de blé, conte (1886)
- La Bougie, conte (1886)
- Histoire d'Ivan le petit sot, de ses deux frères Semione la Bataille et Tarass le Ventru, de Malania sa sœur muette, du vieux démon et des trois diablotins, conte (1886)
- L'Ouvrier Emeliane et le Tambour vide, conte (1886, publié en 1891)
- Nicolas Palkine, nouvelle (1891)
- Le Père Serge, nouvelle (1890-1898, publication posthume en 1911)
- Marchez pendant que vous avez la lumière, nouvelle (1891)
- Le Réveillon du jeune tsar (1894, publié en 1912)
- Maître et Serviteur, nouvelle (1895)
- Une paysanne russe, récit dicté vers 1882 par Anissia Skvortsova à Tatiana Kouzminskaia (la belle sœur de l'écrivain) et publié en 1902 par Tolstoï
- Après le bal (1903, publié en 1911)
- Journal posthume du vieillard Fedor Kouzmitch, conte (1905)
- Aliocha Gorchok ou Alexis le Pot aussi intitulé Une âme simple (1905, publication posthume en 1911)
- Ce que j'ai vu en rêve (1906, publié en 1911)
- Le Père Basile (1906, publié en 1911)
- Quels sont les assassins ? (1908)
- Khodynka, dernier écrit littéraire de Tolstoï, composé quelques mois avant sa mort (1910. publié en 1912)

### Essais
- Plaisirs cruels [contenant la profession de foi de l'auteur Léon Tolstoï], traduit du russe par E. Halpérine-Kaminsky, préface par Charles Richet, G. Charpentier et E. Fasquelle (Paris), 1895, lire en ligne sur Gallica
- L’école de Iasnaia Poliana (1862)
- La liberté dans l’école (1862)
- Critique de la théologie dogmatique (1880)
- L'Église et l'État (1882)
- Ma Religion (1884)
- De La vie ou Sur la vie (1887)
- Physiologie de la guerre (1887)
- Pouvoir et liberté (1888)
- Ce Qu’il faut faire (1888)
- Des Relations entre les sexes (1890)
- L'Alcool et le tabac (1890)
- Qu'Est-ce que l'Évangile (vers 1891)
- L'argent et le Travail (ou Quelle est ma vie) (1892)
- Le Royaume des cieux est en vous ou Le Salut est en vous (1891-1893)
- Patriotisme et christianisme (1894)
- Honte ! (1895)
- Comment lire l'Évangile (1896)
- Le Commencement de la fin (1897)
- Qu’est-ce que l’art ? (1897)
- Deux guerres (1898)
- Religion et morale (1898)
- De l'Éducation religieuse (1899)
- Où est l'issue ? (1900)
- L'Esclavage moderne ou L'Esclavage contemporain (1900)
- Tu ne tueras point (1900)
- Carthago Delenda Est (1899)
- Aux Travailleurs (1902)

- Christianisme et paganisme (1902)
- La Tolérance religieuse (1902)
- Ravisez-vous ! Essai sur la guerre russo-japonaise (27 juin 1904)
- Garrison et la non-résistance au mal par la violence (1904)
- La Loi de l'amour et la loi de la violence (1908)
- L'Évangile expliqué aux enfants (1908)
- La Pensée de l'humanité (ou Le Chemin de la vie) (1910)

### Théâtre

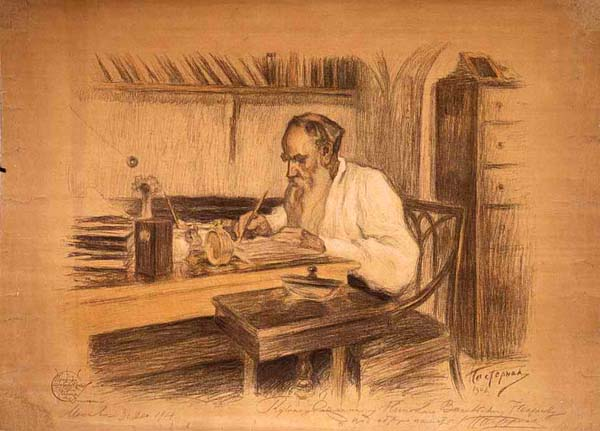
Tolstoï à son bureau
Portrait de Leonid Pasternak (1908).

- La Puissance des ténèbres (1886)
- Les Fruits de la science (1890)
- Le Cadavre vivant (ru) (1900) (inachevé)

### Autobiographie
- Ma confession (1879-1882)

## Œuvres inspirées de ses travaux
- L’Anarchie passive et le comte Léon Tolstoï par Marie de Manacéïne (1895), critique et réfutation de Le Salut est en vous
- Paha maa (2005) basé sur la nouvelle Le Faux Coupon
- Leo Tolstoï écrit par Victor Lebrun (dernier secrétaire et ami de Tolstoï)[76]
- Ce qu'il faut de terre à l'homme, adaptation du conte éponyme en bande dessinée par Martin Veyron, 2016

### Adaptations au cinéma
- 1915 : Guerre et Paix (Война и мир) de Yakov Protazanov et Vladimir Gardin, film russe muet.
- 1923 : Résurrection, film réalisé par Marcel L'Herbier
- 1927 : Love - Anna Karénine, film réalisé par Edmund Goulding
- 1927 : Resurrection, film réalisé par Edwin Carewe
- 1929 : Le Cadavre vivant (Zhivoy trup), film réalisé par Fedor Ozep
- 1935 : Anna Karenina - Anna Karénine, film réalisé par Clarence Brown
- 1948 : Anna Karenina - Anna Karénine, film réalisé par Julien Duvivier
- 1956 : War and Peace - Guerre et Paix, film réalisé par King Vidor
- 1958 : Résurrection, film réalisé par Rolf Hansen
- 1967 : Anna Karenina - Anna Karénine, film réalisé par Alexandre Zarkhi
- 1967 : Voyna i mir - Guerre et Paix, film réalisé par Sergueï Bondartchouk
- 1975 : Love and Death - Guerre et Amour, film réalisé par Woody Allen d'après le roman Guerre et Paix
- 1983 : L'Argent, film réalisé par Robert Bresson d'après la nouvelle Le Faux Coupon
- 1997 : Anna Karenina - Anna Karénine, film réalisé par Bernard Rose
- 2001 : Resurrezione - Résurrection, film réalisé par Paolo Taviani et Vittorio Taviani
- 2007 : Guerre et Paix, série française (4 épisodes)
- 2007 : Shuga - Chouga, film réalisé par Darezhan Omirbaev d'après le roman Anna Karénine
- 2012 : Anna Karenina - Anna Karénine, film réalisé par Joe Wright
- 2016 : War and Peace - Guerre et Paix, série anglo-américaine (6 épisodes)

### Musique
- Résurrection, op.4 (1903) première œuvre symphonique d'Albert Roussel, d'après le roman de Tolstoï.
- Voyna i mir - Guerre et Paix (1943 - 1952) — opéra de Sergueï Prokofiev et Mira Mendelssohn
- Anna Karénina (1972) - ballet de Rodion Chtchedrine
- Risurrezione, Opéra en quatre actes de Franco Alfano (1875-1954) sur un livret de Cesare Hanau. Création le 30 novembre 1904, Théâtre Vittorio Emmanuele de Turin.

## Dans les arts et la culture populaire

### Filmographie

#### Cinéma
- 1912 : Le Départ du grand vieillard d'Iakov Protazanov, acteur non crédité.
- 1914 : La Sonate à Kreutzer réalisé par Vladimir Gardine, joué par Mikhail Tamarov.

#### Bases de données et dictionnaires
- (ru) Site officiel
- Ressources relatives à l'audiovisuel :   - AllMovie
  - Allociné
  - American Film Institute
  - British Film Institute
  - Ciné-Ressources
  - Filmportal
  - Filmweb.pl
  - IMDb
  - Rotten Tomatoes
  - Unifrance
- Ressources relatives à la musique :   - International Music Score Library Project
  - Discography of American Historical Recordings
  - Discogs
  - Grove Music Online
  - MusicBrainz
  - Muziekweb
  - Rate Your Music
  - Répertoire international des sources musicales
- Ressources relatives aux beaux-arts :   - British Museum
  - Grove Art Online
  - Musée d'Orsay
  - National Portrait Gallery
  - Tate
  - Union List of Artist Names
- Ressources relatives au spectacle :   - Archives suisses des arts de la scène
  - Les Archives du spectacle
  - Internet Broadway Database
- Ressources relatives à la recherche :   - Google Scholar
  - Isidore
  - PhilPapers (travaux)
- Ressources relatives à la bande dessinée :   - BD Gest'
  - Comic Vine
  - Tebeosfera
- Ressources relatives à plusieurs domaines :   - Metacritic
  - Radio France
- Ressource relative à la vie publique :   - Documents diplomatiques suisses 1848-1975
- Ressource relative à la littérature :   - Internet Speculative Fiction Database
- Ressource relative à la santé :   - Bibliothèque interuniversitaire de santé
- Ressource relative à la religion :   - Dictionnaire de spiritualité
- Notices dans des dictionnaires ou encyclopédies généralistes :   - Britannica
  - Brockhaus
  - Collective Biographies of Women
  - Den Store Danske Encyklopædi
  - Deutsche Biographie
  - Dictionnaire historique de la Suisse
  - Enciclopedia italiana
  - Enciclopedia De Agostini
  - Gran Enciclopèdia Catalana
  - Hrvatska Enciklopedija
  - Internetowa encyklopedia PWN
  - Larousse
  - Nationalencyklopedin
  - Store norske leksikon
  - Treccani
  - Universalis
  - Visuotinė lietuvių enciklopedija
- Notices d'autorité :   - VIAF
  - ISNI
  - BnF (données)
  - IdRef
  - LCCN
  - GND
  - Italie
  - Japon
  - CiNii
  - Espagne
  - Belgique
  - Pays-Bas
  - Pologne
  - Israël
  - NUKAT
  - Catalogne
  - Suède
  - Vatican